# Cazaza
Cazaza was een Spaanse exclave aan de westkust van de Kaap van de Drie Vorken, in het huidige Marokko, ongeveer 18 km ten westen van de stad Melilla. Hier landde de verbannen Boabdil, de laatste emir van het Emiraat Granada, toen hij in 1492 het Iberisch schiereiland verliet.
In 1505 namen Spaanse troepen, gestationeerd in Melilla onder leiding van Juan Alfonso Pérez de Guzmán, de 3e hertog van Medina Sidonia, Cazaza over van het Wattasidische Koninkrijk Fez. Koning Ferdinand II verleende hem de titel 'Markies van Cazaza', die tot op de dag van vandaag voortduurt. Hoewel de adellijke titel stand heeft gehouden, verloren de Spanjaarden in 1533 de controle over Cazaza vanwege het verraad van vijf leden van het garnizoen.
Het werd nooit herbouwd na de verwoesting toen het werd veroverd. De ruïnes zijn vandaag zichtbaar.